# Le Message du martyr
Le Message du martyr est le vingt-troisième tome de la série de bande dessinée XIII. Il s'agit du quatrième album avec le scénariste Yves Sente et le dessinateur Youri Jigounov aux commandes.

## Résumé
Alors que Jason MacLane part rejoindre Betty à l'hôpital (étant gravement blessée à la fin de l'album précédent) sous la surveillance du FBI, il fait une mauvaise rencontre et est mis KO à coup de taser. Au moment du choc, des souvenirs d'enfance lui reviennent au sujet du Mayflower : si l'histoire officielle du Mayflower est racontée comme un groupe uni ayant fondé un pays, Jason raconte à ses amis Jim Drake et Mike Keane qu'il y avait en réalité trois groupes : les puritains (qui fondent l'Amérique), les aventuriers et un troisième groupe. Les puritains prennent l'ascendant sur les deux groupes et changent la version de l'histoire. Jason est le descendant du représentant du troisième groupe selon son parrain qui vit aux Pays-Bas.
Avec l'aide d'Armand venu de France (accompagné de son avocat) pour ramener sa femme Betty, puis de Little Joe (un gangster) qui veut retrouver l'assassin de son frère Big Joe, Jason arrive à rejoindre l'Europe. Grâce aux informations fournies par la clé USB trouvée dans le collier du chat de Jim Drake par Betty dans l'album précédent (où Jim a mené de nombreuses recherches sur les origines de MacLane après sa disparition pour la CIA), Jason se rend à Amsterdam, accompagnée d'une Néerlandaise trafiquante de drogue, dont il ne veut pas voir la police se ramener pour l'attraper. 
Tous les deux se rendent chez le parrain, malheureusement décédé deux ans plus tôt, mais retrouvent les documents qu'il a cachés dans un monument historique. Mais durant leurs recherches, ils arriveront à échapper à la Fondation du Mayflower, ainsi qu'aux employeurs de la Néerlandaise.